# 地震防災対策強化地域

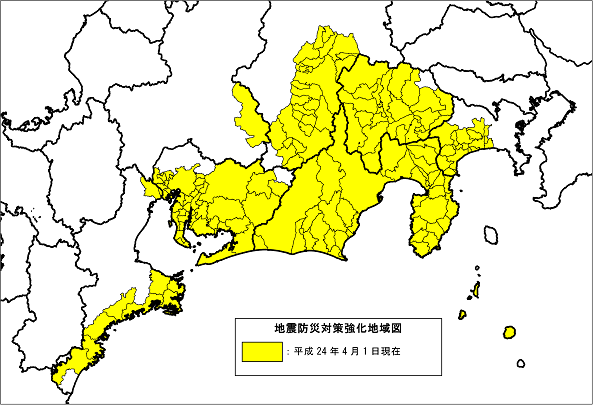
地震防災対策強化地域に指定された地域

地震防災対策強化地域（じしんぼうさいたいさくきょうかちいき）とは、大規模地震対策特別措置法3条の規定により、内閣総理大臣が指定する地域のことである。

## 地震防災対策強化地域に指定された市町村
制定時は164市町村であったが、2002年（平成16年）に96市町村が追加され260市町村となった。その後、市町村合併により減少しているが、指定範囲はそのまま合併した市町村に継承された。
東京都
- 新島村、神津島村、三宅村

神奈川県
- 平塚市、小田原市、茅ヶ崎市、秦野市、厚木市、伊勢原市、海老名市、南足柄市、寒川町、大磯町、二宮町、大井町、中井町、松田町、山北町、開成町、箱根町、湯河原町、真鶴町

山梨県
- 甲府市、富士吉田市、都留市、山梨市（旧三富村を除く）、大月市、韮崎市、南アルプス市、北杜市、甲斐市、笛吹市、上野原市、甲州市、中央市、市川三郷町、富士川町、早川町、身延町、南部町、昭和町、道志村、西桂町、忍野村、山中湖村、鳴沢村、富士河口湖町

長野県
- 飯田市、伊那市、駒ヶ根市、岡谷市、諏訪市、茅野市、下諏訪町、富士見町、原村、大鹿村、辰野町、箕輪町、南箕輪村、飯島町、中川町、宮田村、松川町、高森町、阿南町、阿智村、下條村、天龍村、泰阜村、喬木村、豊丘村

岐阜県
- 中津川市

静岡県（全域）
- 静岡市、浜松市、沼津市、熱海市、三島市、富士宮市、伊東市、島田市、富士市、磐田市、焼津市、掛川市、藤枝市、御殿場市、袋井市、下田市、裾野市、湖西市、伊豆市、御前崎市、菊川市、伊豆の国市、牧之原市、賀茂郡、東伊豆町、河津町、南伊豆町、松崎町、西伊豆町、函南町、清水町、長泉町、小山町、芝川町、吉田町、川根本町、森町

愛知県
- 名古屋市、豊橋市、岡崎市、半田市、豊川市、津島市、碧南市、刈谷市、豊田市、安城市、西尾市、蒲郡市、常滑市、新城市、東海市、大府市、知多市、知立市、高浜市、豊明市、日進市、みよし市、あま市、東郷町、長久手市、大治町、蟹江町、飛島村、弥富市、愛西市、阿久比町、東浦町、南知多町、美浜町、武豊町、幸田町、設楽町、東栄町、田原市

三重県
- 伊勢市（旧小俣町を除く）、尾鷲市、鳥羽市、熊野市（旧紀和町を除く）、桑名市（旧長島町のみ）、木曽岬町、南伊勢町、大紀町（旧紀勢町のみ）、志摩市、紀北町